# Palaquium ravii
Palaquium ravii là một loài thực vật thuộc họ Sapotaceae. Đây là loài đặc hữu của Ấn Độ.